# Duttaphrynus
Duttaphrynus – rodzaj płazów bezogonowych z rodziny ropuchowatych (Bufonidae).

## Zasięg występowania
Gatunki z tego rodzaju występują od północnego Pakistanu i Nepalu do południowych i północno-wschodnich Indii, Bangladeszu i Sri Lanki; do południowo-zachodnich i południowych Chin (włącznie z Tajwanem i Hajnanem) przez Indochiny do Sumatry, Jawy, Borneo i Bali.

## Systematyka

### Etymologia
Duttaphrynus: Sushil Kumar Dutta (ur. 1952), indyjski herpetolog; φρυνη phrunē, φρυνης phrunēs „ropucha”.

### Podział systematyczny
Takson wyodrębniony z rodzaju Bufo. Do rodzaju należą następujące gatunki:

- Duttaphrynus beddomii (Günther, 1876)
- Duttaphrynus bengalensis (Daudin, 1802)
- Duttaphrynus brevirostris (Rao, 1937)
- Duttaphrynus chandai Das, Chetia, Dutta & Sengupta, 2013
- Duttaphrynus crocus (Wogan, Win, Thin, Lwin, Shein, Kyi & Tun, 2003)
- Duttaphrynus himalayanus (Günther, 1864)
- Duttaphrynus kiphirensis (Mathew & Sen, 2009)
- Duttaphrynus kotagamai (Fernando & Dayawansa, 1994)
- Duttaphrynus mamitensis (Mathew & Sen, 2009)
- Duttaphrynus manipurensis (Mathew & Sen, 2009)
- Duttaphrynus melanostictus (Schneider, 1799) – ropucha azjatycka[4]
- Duttaphrynus microtympanum (Boulenger, 1882)
- Duttaphrynus mizoramensis (Mathew & Sen, 2009)
- Duttaphrynus nagalandensis (Mathew & Sen, 2009)
- Duttaphrynus noellerti (Manamendra-Arachchi & Pethiyagoda, 1998)
- Duttaphrynus parietalis (Boulenger, 1882)
- Duttaphrynus scaber (Schneider, 1799)
- Duttaphrynus silentvalleyensis (Pillai, 1981)
- Duttaphrynus stuarti (Smith, 1929)
- Duttaphrynus sumatranus (Peters, 1871)
- Duttaphrynus totol (Ohler, 2010)
- Duttaphrynus valhallae (Meade-Waldo, 1909)
- Duttaphrynus wokhaensis (Mathew & Sen, 2009)